# Bikeman

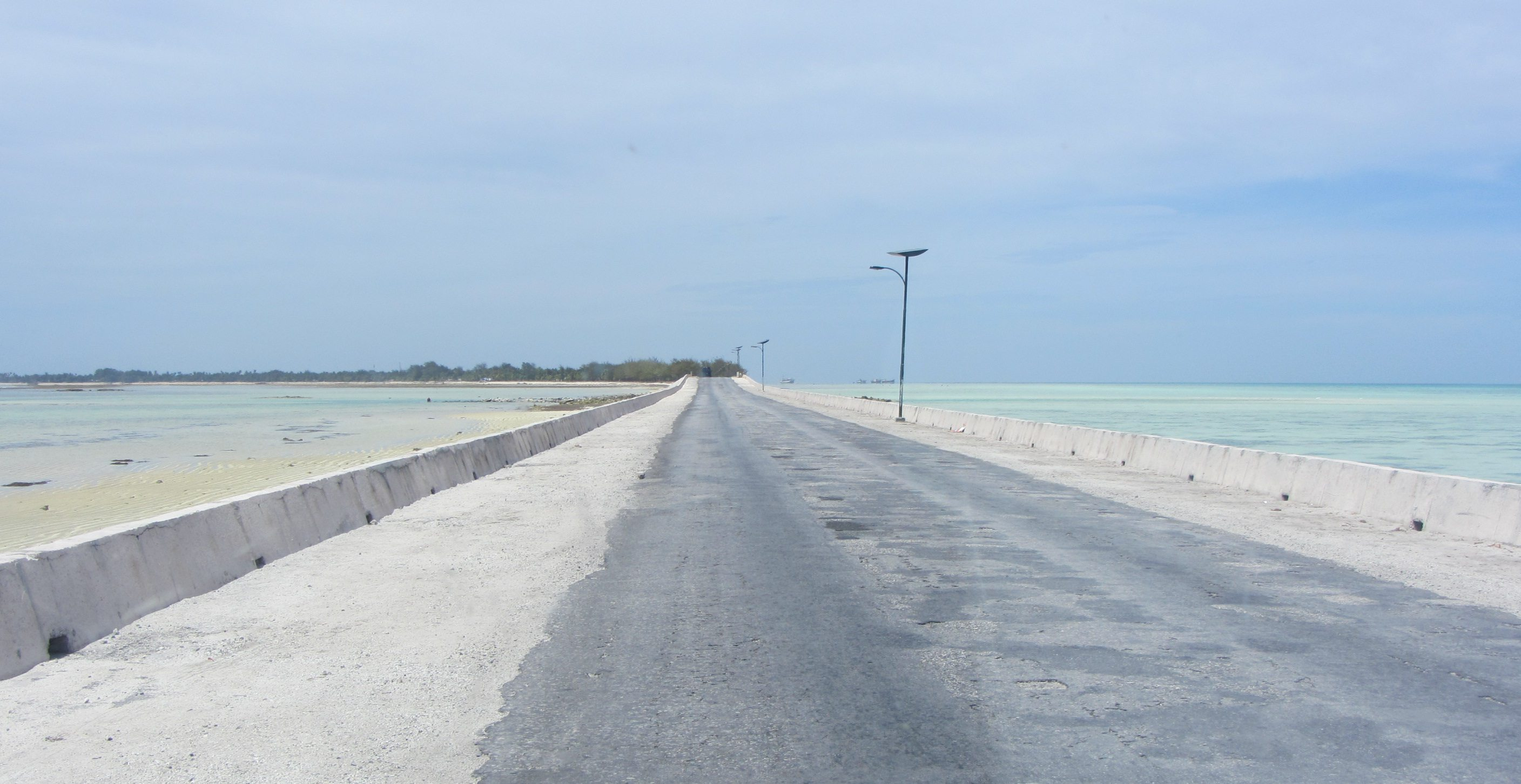
Chaussée Nippon, reliant Bairiki et Betio.

L'île Bikeman est un îlot submergé situé à environ une demi-heure de pirogue au nord-est de Betio, dans les Kiribati. En raison de l'évolution des courants et de la construction d'une chaussée entre Betio et Bairiki, l'île est submergé depuis le début des années 1990 et forme un haut fond quelques dizaines de centimètres sous le niveau de la mer. 

## Voir également

### Webographie
- « Honolulu Star-Bulletin Features », sur archives.starbulletin.com : « Un pêcheur patauge sur des terres qui étaient jadis hors de l'eau. L'île perdue de Bikeman offre un exemple frappant du danger auquel sont confrontées les îles du Pacifique alors que le réchauffement climatique provoque la montée des eaux. »